# HMS Greyhound (H05)
HMS Greyhound (H05) là một tàu khu trục thuộc lớp G được Hải quân Hoàng gia Anh Quốc chế tạo vào giữa những năm 1930. Nó trải qua một phần lớn thời gian trước chiến tranh phục vụ cùng Hạm đội Địa Trung Hải, và được điều quay trở về quần đảo Anh tham gia Chiến dịch Na Uy vào tháng 4 năm 1940 cũng như trong cuộc Triệt thoái Dunkirk vào tháng 5 và trận Dakar vào tháng 9 trước khi chuyển trở lại Hạm đội Địa Trung Hải vào tháng 11. Nó đã bảo vệ cho các tàu chiến chủ lực của hạm đội trong nhiệm vụ hộ tống các đoàn tàu vận tải chống lại Hạm đội Ý, từng đánh chìm hai tàu ngầm Ý vào đầu năm 1941. Greyhound bị máy bay ném bom bổ nhào Đức Junkers Ju 87 Stuka đánh chìm về phía Tây Bắc đảo Crete vào ngày 22 tháng 5 năm 1941, khi nó hộ tống các thiết giáp hạm của Hạm đội Địa Trung Hải đang tìm cách ngăn chặn cuộc tấn công xâm chiếm Crete của Đức.

## Thiết kế và chế tạo
Greyhound có trọng lượng choán nước tiêu chuẩn 1.350 tấn Anh (1.370 t), và lên đến 1.883 tấn Anh (1.913 t) khi đầy tải. Nó có chiều dài chung 323 foot (98,5 m), mạn thuyền rộng 33 foot (10,1 m) và độ sâu của mớn nước là 12 foot 5 inch (3,8 m). Nó được dẫn động bởi hai turbine hơi nước Parsons truyền động ra hai trục chân vịt, sản sinh tổng công suất 34.000 mã lực càng (25.000 kW), cho phép nó đạt tốc độ tối đa 36 hải lý trên giờ (67 km/h; 41 mph). Hơi nước được cung cấp bởi ba nồi hơi ống nước Admiralty. Greyhound có thể mang theo tối đa 470 tấn Anh (480 t) dầu đốt, cho phép một tầm hoạt động tối đa 5.530 hải lý (10.240 km; 6.360 mi) ở tốc độ 15 hải lý trên giờ (28 km/h; 17 mph). Thành phần thủy thủ đoàn của nó bao gồm 137 sĩ quan và thủy thủ trong thời bình, nhưng tăng lên đến 146 người trong thời chiến.
Con tàu được trang bị bốn khẩu pháo QF 4,7 inch (120 mm) Mk. XII L/45 trên các tháp pháo nòng đơn. Cho mục đích phòng không, Greyhound có hai khẩu đội súng máy 0,5 in (13 mm) Mk.III bốn nòng. Nó còn có hai bệ ống phóng ngư lôi bốn nòng trên mặt nước dành cho ngư lôi 21 in (530 mm). Một đường ray thả mìn sâu và hai máy phóng được trang bị; ban đầu nó mang theo 20 quả mìn sâu, nhưng được tăng lên 35 quả không lâu sau khi chiến tranh bắt đầu.
Greyhound được đặt hàng vào ngày 5 tháng 3 năm 1934 trong Chương trình Chế tạo Hải quân 1933. Nó được đặt lườn vào ngày 20 tháng 9 năm 1934 tại xưởng tàu của hãng Vickers Armstrong ở Barrow-in-Furness, Anh; được hạ thủy vào ngày 15 tháng 8 năm 1935 và hoàn tất vào ngày 31 tháng 1 năm 1936 với chi phí 248.768 Bảng Anh, không tính đến các thiết bị do Bộ Hải quân Anh cung cấp như vũ khí, đạn dược và thiết bị thông tin liên lạc.

## Lịch sử hoạt động
Ngoài một giai đoạn ngắn được phân về Chi hạm đội Khu trục 20 sau khi nhập biên chế, Greyhound trải qua hầu hết thời gian trước chiến tranh phục vụ cùng Chi hạm đội Khu trục 1 trực thuộc Hạm đội Địa Trung Hải. Nó trải qua một đợt tái trang bị ngắn tại Portsmouth từ ngày 7 tháng 6 đến ngày 23 tháng 7 năm 1938, rồi sau đó hộ tống chiếc tàu biển chở hành khách SS Strathnaver di chuyển giữa Malta và Alexandria trong vụ khủng hoảng Munich vào tháng 9 năm 1938, cũng như hộ tống cho tàu tuần dương hạng nhẹ HMS Arethusa trong chuyến đi đến Aden.
Sau khi Chiến tranh Thế giới thứ hai nổ ra, Greyhound cùng toàn thể chi hạm đội của nó được điều động về Bộ chỉ huy Tiếp cận phía Tây đặt căn cứ tại Plymouth vào tháng 10. Vào ngày 12 tháng 11, nó va chạm với tàu chị em HMS Gipsy trên đường đi Harwich để gia nhập Chi hạm đội Khu trục 22, nhưng chỉ bị hư hại nhẹ và việc sửa chữa hoàn tất hai ngày sau đó. Nó đã cứu vớt những người sống sót từ chiếc tàu biển chở hành khách SS Simon Bolivar vào ngày 18 tháng 11, sau khi chiếc này trúng mìn, và của chiếc SS Torchbearer vào ngày hôm sau. Greyhound bắt đầu nhiệm vụ hộ tống các đoàn tàu vận tải ven biển từ ngày 5 tháng 12, khi nó được điều quay trở lại Chi hạm đội Khu trục 1. Vào ngày 14 tháng 1 năm 1940 nó chặn bắt tàu vượt phong tỏa Đức Phaedra tại Bắc Hải. Con tàu được tái trang bị từ ngày 16 tháng 2 đến ngày 18 tháng 3 năm 1940, và sau đó được điều về Hạm đội Nhà.
Vào ngày 5 tháng 4, Greyhound đã hộ tống cho thiết giáp hạm HMS Renown khi chiếc này hỗ trợ cho Chiến dịch Wilfred, các hoạt động rải mìn tại Vestfjord nhằm ngăn cản việc vận chuyển quặng sắt của Thụy Điển từ Narvik về Đức. Con tàu đã có mặt nhưng không tham chiến khi Renown có cuộc đụng độ ngắn với các thiết giáp hạm Đức Scharnhorst và Gneisenau vào ngày 9 tháng 4. Greyhound tiếp tục ở lại Vestfjord khi năm tàu chiến thuộc Chi hạm đội Khu trục 2 tiến vào Ofotfjord vào ngày 10 tháng 4 và đụng độ với các tàu chiến Đức vốn đã đưa lực lượng xâm chiếm đến Narvik. Nó đã hỗ trợ cho việc rút lui của ba tàu khu trục còn sống sót vào cuối ngày hôm đó. Con tàu đã bị hư hại bởi máy bay ném bom Đức tại Scapa Flow vào ngày 18 tháng 4, và được sửa chữa tại Gravesend, Kent từ ngày 22 tháng 4 đến ngày 19 tháng 5.
Trong trận phong tỏa Calais, Greyhound đã cùng tàu chị em HMS Grafton bắn hải pháo hỗ trợ cho Lữ đoàn Bộ binh 30 (Anh) vào ngày 25-26 tháng 5. Đến ngày 28-29 tháng 5, nó đã giúp triệt thoái 1.360 binh lính Đồng Minh khỏi Dunkirk trước khi bị hư hại bởi máy bay ném bom đối phương; nó được chiếc tàu khu trục Ba Lan ORP Błyskawica kéo ra khỏi cảng. Sau khi hoàn tất việc sửa chữa tại Xưởng tàu Chatham vào ngày 17 tháng 6, nó gia nhập trở lại chi hạm đội tại Dover. Đến ngày 30 tháng 7, nó cùng với tàu chị em HMS Gallant hộ tống cho tàu sân bay HMS Argus đi đến Gibraltar, nơi nó được chuyển sang Chi hạm đội Khu trục 13 đặt căn cứ tại đây. Chiếc tàu khu trục đã tham gia Chiến dịch Hats vào cuối tháng 8, khi lực lượng của Hạm đội Địa Trung Hải được tăng cường.
Trong trận Dakar vào ngày 23 tháng 9, Greyhound đã cùng tàu khu trục HMS Fury, và tàu tuần dương hạng nặng HMAS Australia đối đầu với tàu khu trục L'Audacieux thuộc phe Vichy Pháp, khiến chiếc này bốc cháy và buộc phải tự mắc cạn. Sau đó nó hộ tống cho thiết giáp hạm Barham cùng các tàu tuần dương Berwick và Glasgow trong Chiến dịch Coat vào đầu tháng 11, khi chúng gia nhập Hạm đội Địa Trung Hải. Bản thân Greyhound được điều động sang Chi hạm đội Khu trục 14 đặt căn cứ tại Alexandria, và tham gia trận chiến mũi Spartivento bất phân thắng bại vào ngày 27 tháng 11, trong khuôn khổ Chiến dịch Collar.
Greyhound tham gia Chiến dịch Excess vào tháng 1 năm 1941, rồi đánh chìm tàu ngầm Ý Neghelli vào ngày 19 tháng 1 đang khi hộ tống một đoàn tàu vận tải đi Piraeus. Đến cuối tháng 1, nó cùng các tàu khu trục HMS Juno, HMS Jervis và HMS Janus đã hộ tống chiếc tàu sân bay HMS Illustrious bị hư hại nặng đi từ Malta đến Alexandria. Nó đã đánh chìm tàu ngầm Ý Anfitrite vào ngày 6 tháng 3, khi chiếc này tìm cách tấn công Đoàn tàu vận tải GA.8 chuyển binh lính Anh đến Hy Lạp. Nó đã hộ tống các tàu chiến chủ lực của Hạm đội Địa Trung Hải trong Trận chiến mũi Matapan vào ngày 28/29 tháng 3, và đã khiến nổ ra một cuộc đụng độ ban đêm khi đèn pha của nó bắt gặp một tàu tuần dương Ý. Greyhound đã cùng tàu chị em HMS Griffin tấn công một số tàu khu trục Ý, nhưng nhanh chóng bị mất dấu khi đối phương ẩn trong các làn khói. Nó đã đánh chìm tàu buồm Ý Romagna vào ngày 17 tháng 4 ngoài khơi Apollonia, Cyrenaica khi nó cùng với tàu khu trục Australia HMAS Vendetta tiến hành các cuộc càn quét chống tàu bè đối phương ngoài khơi bờ biển Bắc Phi. Nó đã hộ tống các tàu chiến chủ lực của Hạm đội Địa Trung Hải vào ngày 6 tháng 5 khi chúng hỗ trợ cho Chiến dịch Tiger bảo vệ một đoàn tàu vận tải đưa lực lượng tăng cường đến Ai Cập.
Trong trận Crete, Greyhound đã hộ tống cho thiết giáp hạm HMS Warspite về phía Tây đảo Crete vào ngày 22 tháng 5, khi nó bảo vệ cho một lực lượng tuần dương đang tìm cách đánh chìm các tàu vận tải lượng lượng xâm chiếm Đức. Nó đang trên đường gặp gỡ các tàu tuần dương khi trúng phải ba quả bom ném từ các máy bay ném bom bổ nhào Junkers Ju 87 và bị chìm chỉ vài phút sau đó ở tọa độ 36°00′B 23°10′Đ / 36°B 23,167°Đ. Những người sống sót được các tàu khu trục HMS Kingston và HMS Kandahar cứu vớt, nhưng sáu sĩ quan và 74 thủy thủ đã tử trận cùng với con tàu. Người Đức sau đó vớt thêm được bốn người sống sót khác.